# Normalperiode
Die Normalperiode (auch Klimanormwertperiode, Klimareferenzperiode und klimatologische Referenzperiode) ist ein Zeitraum der Klimabeobachtung, der von der Weltorganisation für Meteorologie (WMO) auf 30 Jahre festgelegt wurde. Die WMO empfiehlt, für die Bewertung der längerfristigen Klimaänderungen den Zeitraum 1961 bis 1990 zu nutzen. Für Anwendungsfälle, die eine statistische Beschreibung des aktuellen Klimas erfordern, empfiehlt die WMO den Zeitraum 1991 bis 2020 und eine Aktualisierung nach jeweils 10 Jahren. Nationale Wetterdienste, wie beispielsweise der Deutsche Wetterdienst oder GeoSphere Austria, orientieren sich daher an diesen Empfehlungen und aktualisieren ihre Auswertungen für diese Anwendungsfälle in regelmäßigen Abständen. Weitere Normalperioden sind 1901–1930, 1931–1960 oder 1981–2010.
Für den Zeitraum der Normalperiode werden die Mittelwerte der Klimadaten eines Ortes, einer Region oder global berechnet; ein bekanntes Beispiel ist die globale Durchschnittstemperatur. Diese Werte dienen als Referenz für die Auswertung und vergleichende Betrachtung des Klimas, etwa in der Berechnung von Temperaturanomalien oder als Planungsgrundlage für Entscheidungen, die von Klimabedingungen abhängen.
Aus statistischen Gründen sind hierbei auch andere Normalperioden als die der WMO in Gebrauch, um ein abgeschlossenes, aber nahes Intervall zur Verfügung zu haben. 
Die abgeschlossene 30-Jahres-Normalperiode liegt auch dem Begriff des dreißigjährigen Extremereignisses (Jährlichkeit > 30) zugrunde. Die WMO empfahl ihren Mitgliedern insbesondere für kurzfristigere Vergleiche parallel zum 30-jährigen Vergleichszeitraum (1961–1990) einen weiteren Vergleichszeitraum (1981–2010). Meteo Schweiz und viele andere sind dieser Empfehlung gefolgt.
Die im Zuge der globalen Erwärmung zunehmenden Temperaturen lassen den globalen Mittelwert aktueller Vergleichsperioden gegenüber früheren Vergleichsperioden steigen. Die Konsequenzen: Ein aktuelles Jahr wie 2012, das im Vergleich zur Referenzperiode 1961–1990 mit den niedrigeren Durchschnittswerten „zu warm“ ausfällt, ist im Vergleich zur Referenzperiode 1981–2010, die viele warme Jahre enthält, plötzlich ein „normales“ Jahr.
Auch andere Zeiträume werden als Norm verwendet, zum Beispiel Säkularperioden wie 1851–1950, oder 50-Jahres-Perioden wie 1881–1930 (für die schon weitgehend vollständige Wetteraufzeichnungen vorhanden sind) – hier wird der Bezugszeitraum dann explizit angegeben. Diese Referenzperioden dienen der Ermittlung fünfzig- oder hundertjähriger Wetteranomalien (Jahrhundertereignisse).